# Новоестонія
Новоесто́нія (крим. Novoestoniă) — село Курманського району Автономної Республіки Крим.